# Johnny Mathis (Popsänger)

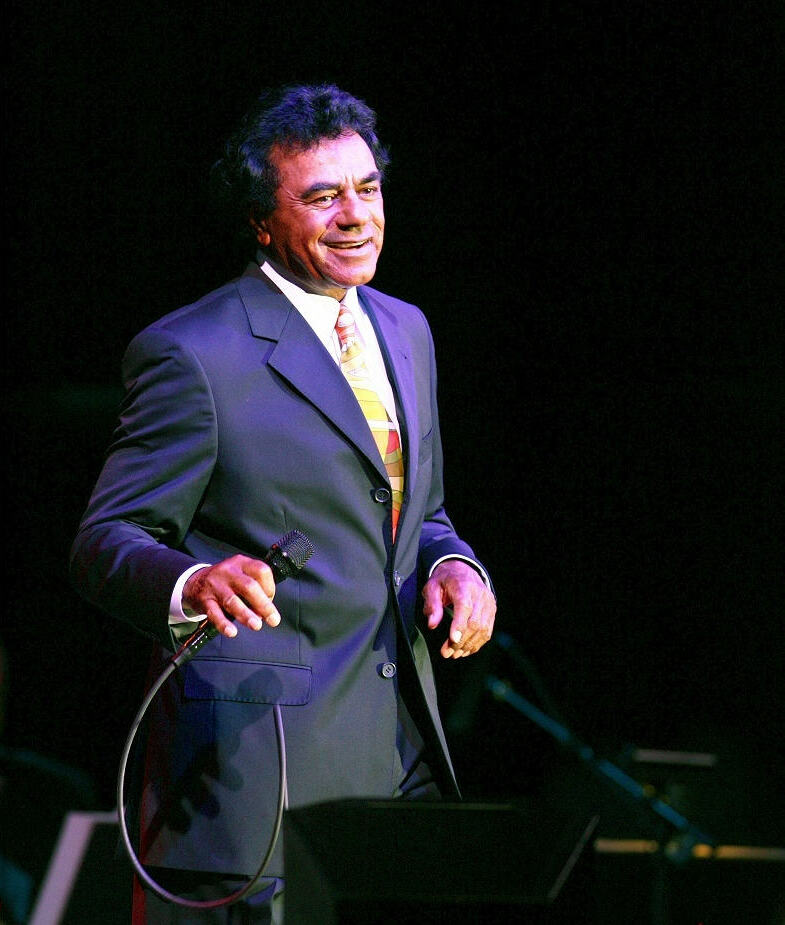
Johnny Mathis (2006)

John Royce „Johnny“ Mathis (* 30. September 1935 in San Francisco, Kalifornien) ist ein US-amerikanischer Sänger und Entertainer. Er gilt seit seinem Durchbruch im Jahre 1957 als einer der größten Sänger der USA. In den dortigen Albumcharts steht er nach Elvis Presley und Frank Sinatra auf Platz drei der Künstler mit den meistplatzierten Veröffentlichungen (71 Chartalben). Mit seinen ultra-soften Pop-Balladen, oft am Rande zum Easy Listening, hatte er besonders in den 1950er und späten 1960er Jahren Erfolg. Jedoch gelangen ihm bis in die 1980er Jahre immer wieder Hits.

## Karriere
Mathis ist seit 1957 bei der Plattenfirma Columbia unter Vertrag – zwischen 1963 und 1967 veröffentlichte er jedoch einige Alben bei Mercury Records. Vor allen Dingen seine Weihnachtsalben wurden immer wieder Bestseller – Merry Christmas von 1958 erhielt zum Beispiel 5-fach-Platin. Daneben ist das Album Johnny’s Greatest Hits aus demselben Jahr ein Meilenstein der Chartshistorie: 490 Wochen hielt sich die Hitsammlung in den US-Charts und ist nach The Dark Side of the Moon von Pink Floyd die am längsten platzierte LP der Pop-Ära.

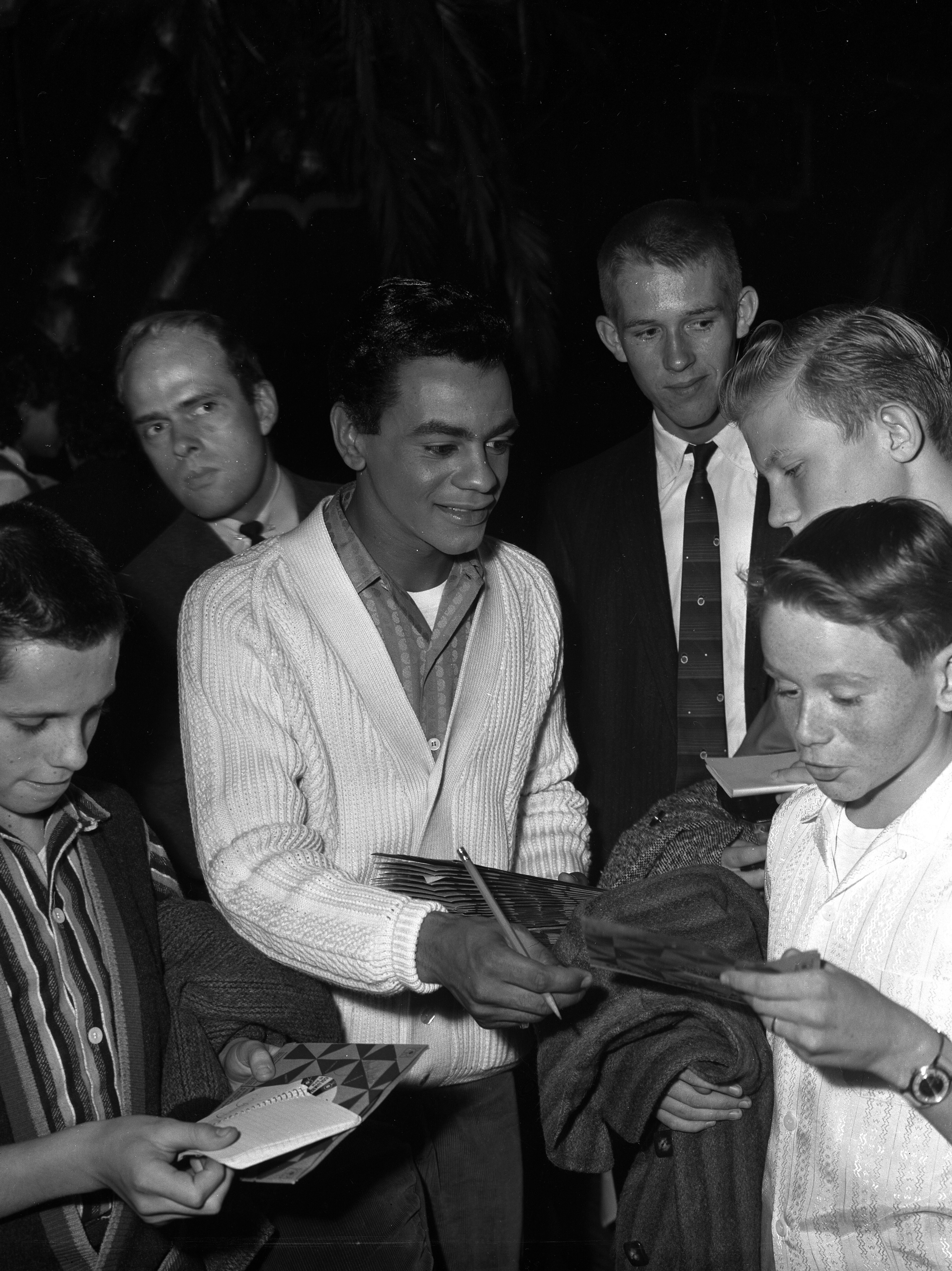
Mathis beim Schreiben von Autogrammen (1959)

Seine größten Hits sind It’s Not for Me to Say (1957), Chances Are (1957, USA Platz 1), The Twelfth of Never (1957), A Certain Smile (1958), Someone (1959), Misty (1959), My Love for You (1960), Gina (1962), What Will Mary Say (1963), Life Is a Song Worth Singing (1974), I’m Stone in Love with You (1975), When a Child Is Born (1976, UK Platz 1), Too Much, Too Little, Too Late (1978, USA Platz 1, Duett mit Deniece Williams), Gone Gone Gone (1979) und Friends in Love (1982, Duett mit Dionne Warwick). Neben seinen erfolgreichen Hit-Duetten mit Dionne Warwick und Deniece Williams (mit ihr nahm er 1978 ein ganzes Album names That’s What Friends Are For auf) stand Johnny Mathis sehr oft mit anderen prominenten Kolleginnen im Studio: Barbra Streisand, Barbara Dickson, Angela Bofill, Patti Austin, Gladys Knight, Paulette McWilliams, Stephanie Lawrence, Jane Olivor und Nana Mouskouri. Zu seinen größten Einflüssen zählt Mathis außerdem die Sängerin Lena Horne, deren Stil er nach eigener Aussage nachahmte.
Mathis bemühte sich insbesondere in den 1970er Jahren um musikalische Vielseitigkeit: Die Alben I’m Coming Home (1973) und Mathis Is … (1977) wurden von Philly-Soul-Legende Thom Bell produziert. Ein Jahr später entstand die LP The Heart of a Woman, produziert von Johnny Bristol, der zuvor als Songwriter und Produzent unzählige Hits für Motown verantwortet hatte. Auf dem Cover des Albums zeigte sich Mathis in Jeans und offenem Hemd ungewohnt lässig. Auf dem Höhepunkt der Disco-Welle nahm der Sänger ähnlich wie seine Crooner-Kollegen Frank Sinatra und Andy Williams Lieder in diesem Stil auf. Das 1979er Album The Best Days of My Life enthielt mehrere discobeeinflusste Stücke, darunter der britische Hit Gone, Gone, Gone (Platz 15), ebenso wie die noch im gleichen Jahr veröffentlichte LP Mathis Magic. So entstanden auch Disco-Versionen der bekannten Cole-Porter-Standards Night and Day und Begin the Beguine. Auf Mathis’ 1980er LP Different Kinda Different findet sich außerdem seine Interpretation des Disco-Klassikers I Will Survive. 1997 hatte er einen musikalischen Auftritt in einer Weihnachtsfolge der Fernsehserie Sabrina – Total Verhext!.
Auch heute veröffentlicht Mathis regelmäßig Platten, die – im hinteren Viertel der Charts platziert – die Treue seiner vielen Fans signalisieren. Ferner ist er eine äußerst populäre Konzert-Attraktion. Im Jahre 2006 machte Mathis Jazz-Aufnahmen mit der Big Phat Band.
Im Dezember 2017 erschien mit The Voice of Romance: The Columbia Original Album Collection eine umfassende Werkschau seiner langen Karriere. Die 68 CDs umfassende Box enthält sämtliche seiner Studio-Alben für das Plattenlabel Columbia, darüber hinaus zahlreiche unveröffentlichte Aufnahmen. Dazu gehört das Album I Love My Lady, ein von Nile Rodgers produziertes Disco-Projekt, das stilistisch an Rodgers' Chic-Platten anknüpft. Nicht enthalten sind sämtliche Alben für das Label Mercury, bei dem Mathis zwischen 1963 und 1966 unter Vertrag stand. Diese Aufnahmen waren bereits 2014 in dem Box-Set The Complete Global Albums Collection vereint worden. Der Titel nimmt Bezug auf die seinerzeit von Mathis gegründete eigene Produktionsfirma Global Records. Mathis ist der am längsten bei Columbia Records unter Vertrag stehende Künstler.

## Privat
Weniger bekannt ist Mathis’ schwules Coming-out im Jahr 1982, als er dem Magazin Us mitteilte: „Homosexuality is a way of life that I’ve grown accustomed to“. Weil er nach diesem Bekenntnis bei jedem Konzert Morddrohungen aus dem Süden der USA erhalten hatte, zog er es vor, bis Anfang 2006 nicht mehr darüber zu reden.
Im November 2015 wurde Mathis’ Haus, in dem er zu diesem Zeitpunkt bereits 56 Jahre gelebt hatte, bei einem Buschbrand zerstört.

## Diskografie
Studioalben

| Jahr | Titel                                                  | Höchstplatzierung, Gesamtwochen, AuszeichnungChartplatzierungen (Jahr, Titel, Platzierungen, Wochen, Auszeichnungen, Anmerkungen) | Höchstplatzierung, Gesamtwochen, AuszeichnungChartplatzierungen (Jahr, Titel, Platzierungen, Wochen, Auszeichnungen, Anmerkungen) | Anmerkungen                                                            |
| Jahr | Titel                                                  | UK | US | Anmerkungen                                                            |
| ---- | ------------------------------------------------------ | --- | --- | ---------------------------------------------------------------------- |
| 1957 | Wonderful Wonderful                                    | — | US4 (26 Wo.)US |                                                                        |
| 1957 | Warm                                                   | UK6 (2 Wo.)UK | US2 Gold · (113 Wo.)US | mit Percy Faith and His Orchestra                                      |
| 1958 | Good Night, Dear Lord                                  | — | US10 (12 Wo.)US |                                                                        |
| 1958 | Swing Softly                                           | UK10 (1 Wo.)UK | US6 Gold · (16 Wo.)US |                                                                        |
| 1959 | Open Fire, Two Guitars                                 | — | US4 Gold · (96 Wo.)US |                                                                        |
| 1959 | Heavenly / Ride on a Rainbow (UK)                      | UK10 (2 Wo.)UK | US1 Platin · (295 Wo.)US |                                                                        |
| 1960 | Faithfully                                             | — | US2 Gold · (75 Wo.)US |                                                                        |
| 1960 | Johnny’s Mood                                          | — | US4 (65 Wo.)US |                                                                        |
| 1960 | The Rhythms and Ballads of Broadway                    | UK6 (10 Wo.)UK | US6 (27 Wo.)US |                                                                        |
| 1961 | I’ll Buy You a Star                                    | UK18 (1 Wo.)UK | US38 (23 Wo.)US |                                                                        |
| 1962 | Live It Up!                                            | — | US14 (39 Wo.)US |                                                                        |
| 1962 | Rapture                                                | — | US12 (37 Wo.)US |                                                                        |
| 1963 | Johnny                                                 | — | US20 (27 Wo.)US |                                                                        |
| 1963 | Romantically                                           | — | US23 (27 Wo.)US |                                                                        |
| 1964 | Tender Is the Night                                    | — | US13 (28 Wo.)US |                                                                        |
| 1964 | The Wonderful World of Make Believe                    | — | US75 (10 Wo.)US |                                                                        |
| 1964 | This Is Love                                           | — | US40 (20 Wo.)US |                                                                        |
| 1965 | Love Is Everything                                     | — | US52 (11 Wo.)US |                                                                        |
| 1965 | The Sweetheart Tree                                    | — | US71 (26 Wo.)US |                                                                        |
| 1966 | The Shadow of Your Smile                               | — | US9 (45 Wo.)US |                                                                        |
| 1966 | So Nice                                                | — | US50 (18 Wo.)US |                                                                        |
| 1967 | Johnny Mathis Sings                                    | — | US103 (11 Wo.)US |                                                                        |
| 1967 | Up, Up and Away                                        | — | US60 (20 Wo.)US |                                                                        |
| 1968 | Love Is Blue                                           | — | US26 (40 Wo.)US |                                                                        |
| 1968 | Those Were the Days                                    | — | US60 (21 Wo.)US |                                                                        |
| 1969 | The Impossible Dream                                   | — | US163 (4 Wo.)US |                                                                        |
| 1969 | People                                                 | — | US192 (2 Wo.)US |                                                                        |
| 1969 | Love Theme from „Romeo and Juliet“ (A Time for Us)     | — | US52 (24 Wo.)US |                                                                        |
| 1970 | Raindrops Keep Falling on My Head                      | UK23 (10 Wo.)UK | US38 (26 Wo.)US |                                                                        |
| 1970 | Close to You                                           | — | US61 (9 Wo.)US |                                                                        |
| 1971 | Johnny Mathis Sings the Music of Bacharach & Kaempfert | — | US169 (7 Wo.)US |                                                                        |
| 1971 | Love Story                                             | UK27 (5 Wo.)UK | US47 (18 Wo.)US |                                                                        |
| 1971 | You’ve Got a Friend                                    | — | US80 (10 Wo.)US |                                                                        |
| 1972 | In Person – Recorded Live at Las Vegas                 | — | US128 (7 Wo.)US | Mathis’ einziges Livealbum in den Charts aufgenommen im Caesars Palace |
| 1972 | The First Time Ever (I Saw Your Face)                  | UK40 (3 Wo.)UK | US71 (15 Wo.)US |                                                                        |
| 1972 | Song Sung Blue / Make It Easy on Yourself (UK)         | UK49 (1 Wo.)UK | US83 (18 Wo.)US |                                                                        |
| 1973 | Me and Mrs. Jones                                      | — | US83 (14 Wo.)US |                                                                        |
| 1973 | Killing Me Softly with Her Song                        | — | US120 (7 Wo.)US |                                                                        |
| 1973 | I’m Coming Home                                        | UK18 Silber · (11 Wo.)UK | US115 (22 Wo.)US |                                                                        |
| 1974 | The Heart of a Woman                                   | UK39 (2 Wo.)UK | US139 (7 Wo.)US |                                                                        |
| 1975 | When Will I See You Again                              | UK13 Silber · (10 Wo.)UK | US99 (13 Wo.)US |                                                                        |
| 1975 | Feelings                                               | UK— SilberUK | US97 Gold · (21 Wo.)US |                                                                        |
| 1976 | I Only Have Eyes for You                               | UK14 Gold · (11 Wo.)UK | US79 (15 Wo.)US |                                                                        |
| 1977 | Mathis Is …                                            | — | US139 (5 Wo.)US |                                                                        |
| 1977 | Hold Me, Thrill Me, Kiss Me / Sweet Surrender (UK)     | UK55 Silber · (1 Wo.)UK | — |                                                                        |
| 1978 | You Light Up My Life                                   | UK3 Gold · (19 Wo.)UK | US9 Platin · (24 Wo.)US |                                                                        |
| 1978 | That’s What Friends Are For                            | UK16 Gold · (11 Wo.)UK | US19 Gold · (16 Wo.)US | mit Deniece Williams                                                   |
| 1979 | The Best Days of My Life                               | UK38 (5 Wo.)UK | US122 (7 Wo.)US |                                                                        |
| 1979 | Mathis Magic                                           | UK59 Silber · (5 Wo.)UK | — |                                                                        |
| 1980 | Tears and Laughter                                     | UK1 Gold · (15 Wo.)UK | — |                                                                        |
| 1980 | Different Kinda Different / All for You (UK)           | UK20 (8 Wo.)UK | US164 (5 Wo.)US |                                                                        |
| 1981 | Celebration – The Anniversary Album                    | UK9 Gold · (16 Wo.)UK | — |                                                                        |
| 1982 | Friends in Love                                        | UK34 (7 Wo.)UK | US147 (9 Wo.)US |                                                                        |
| 1983 | Unforgettable: Tribute to Nat „King“ Cole              | UK5 Gold · (16 Wo.)UK | — | mit Natalie Cole                                                       |
| 1984 | A Special Part of Me                                   | UK45 (3 Wo.)UK | US157 (19 Wo.)US | Erstveröffentlichung: 22. Januar 1984                                  |
| 1986 | The Hollywood Musicals                                 | UK46 Silber · (8 Wo.)UK | US197 (2 Wo.)US | Erstveröffentlichung: 17. Oktober 1986 mit Henry Mancini               |
| 1991 | Better Together – The Duet Album                       | — | US189 (1 Wo.)US | Erstveröffentlichung: 8. Oktober 1991                                  |
| 1996 | All About Love                                         | — | US119 (1 Wo.)US | Erstveröffentlichung: 7. Mai 1996                                      |
| 2008 | A Night to Remember                                    | UK29 (2 Wo.)UK | — | Erstveröffentlichung: 29. April 2008                                   |